# Mary Albertson
Mary Ann Albertson (21 de junio de 1838-19 de agosto de 1914) nacida Mary Ann Mitchell, fue una botánica, curadora, y astrónoma estadounidense.
De 1904 a 1914, curó el memorial de Maria Mitchell, localizado en la isla Nantucket, Massachusetts. Su trabajo allí cubrió tanto el naciente Departamento de botánica como el Observatorio astronómico. En ese Departamento,  curó el Herbario vegetal de Nantucket, en conmemoración del amor de su primo Mitchell por la flora. 
Falleció en 1914 en la isla Nantucket.
La hija de Albertson, Alice Owen Albertson fue la autora del libro 'Nantucket Wildflowers' (G. P. Putnam' Hijos,1921).